# 英格丽德·约翰松
英格丽德·约翰松（瑞典語：Ingrid Johansson，1965年7月9日—），瑞典女子足球运动员，场上位置是中场。她曾代表瑞典国家队参加1991年国际足联女子世界杯，结果队伍获得季军。